# Campionati nord-centroamericani e caraibici di atletica leggera 2022
I Campionati nord-centroamericani e caraibici di atletica leggera 2022 sono stati la 4ª edizione dei campionati nord-centroamericani e caraibici di atletica leggera e si sono svolti a Freeport, nelle Bahamas, dal 19 al 23 agosto 2022.
Vi hanno preso parte 329 atleti di 26 paesi.

## Nazionali partecipanti
Tra parentesi è indicato il numero di atleti.
- Antigua e Barbuda (4)
- Bahamas (28)
- Barbados (4)
- Belize (3)
- Bermuda (10)
- Canada (37)
- Costa Rica (2)
- Cuba (26)
- Dominica (2)
- El Salvador (4)
- Giamaica (36)
- Grenada (2)
- Guadalupa (8)
- Guatemala (7)
- Haiti (4)
- Honduras (2)
- Isole Cayman (2)
- Isole Vergini Americane (3)
- Isole Vergini Britanniche (4)
- Messico (7)
- Porto Rico (23)
- Saint Kitts e Nevis (3)
- Saint Vincent e Grenadine (4)
- Trinidad e Tobago (12)
- Turks e Caicos (4)
- Stati Uniti (88)

## Medagliati

### Uomini
| Specialità | Oro                                                                  | Prestazione | Argento                                                                  | Prestazione | Bronzo                                                            | Prestazione                                   |
| Corse piane |                                                                      |             |                                                                          |             |                                                                   |                                               |
| 100 m (vento -0.4 m/s) | Ackeem Blake                                                         | 9"98        | Kyree King                                                               | 10"08       | Brandon Carnes                                                    | 10"12                                         |
| 200 m (vento +0.6 m/s) | Andrew Hudson                                                        | 19"87       | Kyree King                                                               | 20"00       | Josephus Lyles                                                    | 20"18                                         |
| 400 m | Christopher Taylor                                                   | 44"63       | Nathon Allen                                                             | 45"04       | Bryce Deadmon                                                     | 45"06                                         |
| 800 m | Jonah Koech                                                          | 1'45"87     | Handal Roban                                                             | 1'47"03     | Brannon Kidder                                                    | 1'47"63                                       |
| 1 500 m | Eric Holt                                                            | 3'37"63     | Josh Thompson                                                            | 3'37"88     | Charles Philibert-Thiboutot                                       | 3'37"91                                       |
| 5 000 m | Woody Kincaid                                                        | 14'48"58    | Thomas Fafard                                                            | 14'49"41    | Kieran Lumb                                                       | 14'50"06                                      |
| 10 000 m | Sean McGorty                                                         | 29'23"77    | Dillon Maggard                                                           | 29'33"57    | Andrew Alexander                                                  | 29'33"73                                      |
| Corse a ostacoli |                                                                      |             |                                                                          |             |                                                                   |                                               |
| 110 hs (vento +0.3 m/s) | Freddie Crittenden                                                   | 13"00       | Jamal Britt                                                              | 13"08       | Orlando Bennett                                                   | 13"18                                         |
| 400 hs | Kyron McMaster                                                       | 47"34       | Khallifah Rosser                                                         | 47"59       | CJ Allen                                                          | 48"23                                         |
| 3 000 siepi | Evan Jager                                                           | 8'22"55     | Duncan Hamilton                                                          | 8'31"19     | Jean-Simon Desgagnés                                              | 8'33"25                                       |
| Marcia |                                                                      |             |                                                                          |             |                                                                   |                                               |
| Marcia 20000 m | José Ortiz                                                           | 1h26'21"08  | Evan Dunfee                                                              | 1h27'17"91  | Érick Barrondo                                                    | 1h28'32"19                                    |
| Salti |                                                                      |             |                                                                          |             |                                                                   |                                               |
| Salto in alto | Luis Enrique Zayas Django Lovett                                     | 2,25 m      |                                                                          |             | Donald Thomas                                                     | 2,25 m                                        |
| Salto con l'asta | Eduardo Nápoles                                                      | 5,25 m      | Luke Winder                                                              | 5,05 m      | solo 2 atleti hanno portato a termine la gara                     | solo 2 atleti hanno portato a termine la gara |
| Salto in lungo | William Williams                                                     | 7,89 m      | Tajay Gayle                                                              | 7,81 m      | Shawn-D Thompson                                                  | 7,75 m                                        |
| Salto triplo | Chris Benard                                                         | 16,40 m     | Jah-Nhai Perinchief                                                      | 15,89 m     | Taeco O'Garro                                                     | 15,70 m                                       |
| Lanci |                                                                      |             |                                                                          |             |                                                                   |                                               |
| Getto del peso | Roger Steen                                                          | 20,78 m     | Adrian Piperi                                                            | 20,76 m     | O'Dayne Richards                                                  | 20,05 m                                       |
| Lancio del disco | Traves Smikle                                                        | 62.89 m     | Fedrick Dacres                                                           | 62.79 m     | Mario Díaz                                                        | 62.13 m                                       |
| Lancio del martello | Rudy Winkler                                                         | 78.29 m     | Daniel Haugh                                                             | 76.38 m     | Rowan Hamilton                                                    | 74.36 m                                       |
| Lancio del giavellotto | Curtis Thompson                                                      | 84.32 m     | Keshorn Walcott                                                          | 83.94 m     | Ethan Dabbs                                                       | 81.43 m                                       |
| Staffette |                                                                      |             |                                                                          |             |                                                                   |                                               |
| Staffetta 4×100 m | Stati Uniti Lawrence Johnson Brandon Carnes Isiah Young Kyree King   | 38"28       | Trinidad e Tobago Jerod Elcock Eric Harrison Jr. Asa Guevara Kyle Greaux | 38"93       | Giamaica Ackeem Blake Andrew Hudson Kadrian Goldson Jazeel Murphy | 38"93                                         |
| Staffetta 4×400 m | Stati Uniti Quincy Hall Ismail Turner Khallifah Rosser Bryce Deadmon | 3'01"79     | Giamaica Demish Gaye Karayme Bartley Javon Francis Christopher Taylor    | 3'05"47     | Bahamas Kinard Rolle Alonzo Russell Shakeem Smith Wendell Miller  | 3'06"21                                       |
| record mondiale; record mondiale stagionale; record nord-centroamericano e caraibico; record dei campionati; record nazionale; record personale; record personale stagionale. |                                                                      |             |                                                                          |             |                                                                   |                                               |

### Donne
| Specialità | Oro                                                                             | Prestazione | Argento                                                                       | Prestazione | Bronzo                                                                 | Prestazione                      |
| Corse piane |                                                                                 |             |                                                                               |             |                                                                        |                                  |
| 100 m (vento: -0.1 m/s) | Shericka Jackson                                                                | 10"83       | Celera Barnes                                                                 | 11"10       | Natasha Morrison                                                       | 11"11                            |
| 200 m (vento: +0.3 m/s) | Brittany Brown                                                                  | 22"35       | Tynia Gaither                                                                 | 22"41       | A'Keyla Mitchell                                                       | 22"53                            |
| 400 m | Shaunae Miller-Uibo                                                             | 49"40       | Sada Williams                                                                 | 49"86       | Stephenie Ann McPherson                                                | 50"36                            |
| 800 m | Ajeé Wilson                                                                     | 1'58"47     | Allie Wilson                                                                  | 1'58"48     | Adelle Tracey                                                          | 1'59"54                          |
| 1 500 m | Heather MacLean                                                                 | 4'04"53     | Adelle Tracey                                                                 | 4'08"42     | Helen Schlachtenhaufen                                                 | 4'10"43                          |
| 5 000 m | Natosha Rogers                                                                  | 15'11"68    | Fiona O'Keeffe                                                                | 15'15"13    | Rebecca Bassett                                                        | 16'15"95                         |
| 10 000 m | Stephanie Bruce                                                                 | 33'12"42    | Emily Lipari                                                                  | 33'54"61    | Beverly Ramos                                                          | 35'01"33                         |
| Corse a ostacoli |                                                                                 |             |                                                                               |             |                                                                        |                                  |
| 100 hs (vento: -0.8 m/s) | Alaysha Johnson                                                                 | 12"62       | Megan Tapper                                                                  | 12"68       | Devynne Charlton                                                       | 12"71                            |
| 400 hs | Shiann Salmon                                                                   | 54"22       | Janieve Russell                                                               | 54"87       | Cassandra Tate                                                         | 55"62                            |
| 3 000 siepi | Gabrielle Jennings                                                              | 9'34"36     | Katie Rainsberger                                                             | 9'70"74     | Regan Yee                                                              | 9'54"52                          |
| Marcia |                                                                                 |             |                                                                               |             |                                                                        |                                  |
| Marcia 20000 m | Mirna Ortiz                                                                     | 1h40'04"78  | Robyn Stevens                                                                 | 1h40'47"16  | Maria Michta-Coffey                                                    | 1h42'14"32                       |
| Salti |                                                                                 |             |                                                                               |             |                                                                        |                                  |
| Salto in alto | Vashti Cunningham                                                               | 1,92 m      | Rachel Glenn                                                                  | 1,84 m      | Ximena Esquivel                                                        | 1,81 m                           |
| Salto con l'asta | Alina McDonald                                                                  | 4,50 m      | Emily Grove                                                                   | 4,40 m      | Rachel Hyink                                                           | 4,20 m                           |
| Salto in lungo | Quanesha Burks                                                                  | 6,75 m      | Christabel Nettey                                                             | 6,46 m      | Chanice Porter                                                         | 6,43 m                           |
| Salto triplo | Thea LaFond                                                                     | 14,49 m     | Keturah Orji                                                                  | 14,32 m     | Davisleydi Velazco                                                     | 14,08 m                          |
| Lanci |                                                                                 |             |                                                                               |             |                                                                        |                                  |
| Getto del peso | Sarah Mitton                                                                    | 20,15 m     | Jessica Woodard                                                               | 18,82 m     | Jessica Ramsey                                                         | 18,74 m                          |
| Lancio del disco | Laulauga Tausaga                                                                | 63,18 m     | Denia Caballero                                                               | 61,86 m     | Rachel Dincoff                                                         | 61,56 m                          |
| Lancio del martello | Janee' Kassanavoid                                                              | 71,51 m     | Brooke Andersen                                                               | 68,66 m     | Jillian Weir                                                           | 74,86 m                          |
| Lancio del giavellotto | Kara Winger                                                                     | 64.68 m     | Ariana Ince                                                                   | 59.69 m     | Rhema Otabor                                                           | 57.91 m                          |
| Staffette |                                                                                 |             |                                                                               |             |                                                                        |                                  |
| Staffetta 4×100 m | Stati Uniti Javianne Oliver Teahna Daniels Morolake Akinosun Celera Barnes      | 42"35       | Bahamas Printassia Johnson Anthonique Strachan Devynne Charlton Tynia Gaither | 43"34       | Giamaica Natalliah Whyte Natasha Morrison Briana Williams Megan Tapper | 43"48                            |
| Staffetta 4×400 m | Stati Uniti Kaylin Whitney Kyra Jefferson A'Keyla Mitchell Jaide Stepter Baynes | 3'23"54     | Giamaica Andrenette Knight Junelle Bromfield Shiann Salmon Janieve Russell    | 3'20"72     | solo 2 squadre hanno partecipato                                       | solo 2 squadre hanno partecipato |
| record mondiale; record mondiale stagionale; record nord-centroamericano e caraibico; record dei campionati; record nazionale; record personale; record personale stagionale. |                                                                                 |             |                                                                               |             |                                                                        |                                  |

### Misti
| Specialità | Oro                                                                       | Prestazione | Argento                                                                  | Prestazione | Bronzo                                                             | Prestazione |
| Staffetta 4×400 m | Stati Uniti Quincy Hall Jaide Stepter Baynes Ismail Turner Kaylin Whitney | 3'12"05     | Giamaica Demish Gaye Junelle Bromfield Karayme Bartley Andrenette Knight | 3'14"08     | Cuba Reinier Pintado Roxana Gómez Lázaro Rodríguez Lisneidy Veitía | 3'20"35     |
| record mondiale; record mondiale stagionale; record nord-centroamericano e caraibico; record dei campionati; record nazionale; record personale; record personale stagionale. |                                                                           |             |                                                                          |             |                                                                    |             |

## Medagliere
Legenda
     Paese ospitante
| Posizione | Paese                     | Oro | Argento | Bronzo | Totale |
| --------- | ------------------------- | --- | ------- | ------ | ------ |
| 1         | Stati Uniti               | 26  | 22      | 12     | 63     |
| 2         | Giamaica                  | 6   | 9       | 9      | 24     |
| 3         | Canada                    | 2   | 3       | 9      | 14     |
| 4         | Cuba                      | 2   | 1       | 3      | 6      |
| 5         | Guatemala                 | 2   | 0       | 1      | 3      |
| 6         | Bahamas                   | 1   | 2       | 4      | 7      |
| 7         | Dominica                  | 1   | 0       | 0      | 1      |
| 7         | Isole Vergini Britanniche | 1   | 0       | 0      | 1      |
| 9         | Trinidad e Tobago         | 0   | 2       | 0      | 2      |
| 10        | Barbados                  | 0   | 1       | 0      | 1      |
| 10        | Bermuda                   | 0   | 1       | 0      | 1      |
| 10        | Saint Vincent e Grenadine | 0   | 1       | 0      | 1      |
| 13        | Antigua e Barbuda         | 0   | 0       | 1      | 1      |
| 13        | Messico                   | 0   | 0       | 1      | 1      |
| 13        | Porto Rico                | 0   | 0       | 1      | 1      |
| Totale    | Totale                    | 44  | 42      | 41     | 127    |